# Даніел Продан
Даніел Продан (рум. Daniel Prodan, 23 березня 1972, Сату-Маре — 16 листопада 2016, Волунтарі) — румунський футболіст, що грав на позиції захисника, зокрема, за «Стяуа» та національну збірну Румунії.
Чотириразовий чемпіон Румунії. Володар Кубка Румунії.

## Клубна кар'єра
У дорослому футболі дебютував 1991 року виступами за команду клубу «Олімпія» (Сату-Маре), в якій провів один сезон, взявши участь у 20 матчах чемпіонату. 
Своєю грою за цю команду привернув увагу представників тренерського штабу клубу «Стяуа», до складу якого приєднався 1992 року. Відіграв за бухарестську команду наступні чотири сезони своєї ігрової кар'єри. Більшість часу, проведеного у складі «Стяуа», був основним гравцем захисту команди. За цей час чотири рази виборював титул чемпіона Румунії.
Протягом 1997—1998 років захищав кольори команди клубу «Атлетіко».
У 1998 році уклав контракт з клубом «Рейнджерс», проте пробитися до основного складу шотландської команди не зміг, натомість віддавався в оренду на батьківщину у клуби «Стяуа» та «Рокар» (Бухарест). 
Згодом з 2001 по 2002 рік грав у складі команд клубів «Націонал» та «Мессіна».
Завершив професійну ігрову кар'єру у клубі «Націонал», у складі якого вже виступав раніше. Прийшов до команди 2002 року, захищав її кольори до припинення виступів на професійному рівні у 2003 році.
Помер 16 листопада 2016 року на 45-му році життя у місті Волунтарі від серцевого нападу.

## Виступи за збірну
У 1993 році дебютував в офіційних матчах у складі національної збірної Румунії. Протягом кар'єри у національній команді, яка тривала 9 років, провів у її формі 54 матчі, забивши 1 гол.
У складі збірної був учасником чемпіонату світу 1994 року у США та чемпіонату Європи 1996 року в Англії.

## Титули і досягнення
- Чемпіон Румунії (4):

«Стяуа»: 1992-1993, 1993-1994, 1994-1995, 1995-1996
- Володар Кубка Румунії (1):

«Стяуа»: 1995-1996
- Володар Суперкубка Румунії (2):

«Стяуа»: 1994, 1995